# Inch thủy ngân
Inch thủy ngân (inHg và Hg) là một đơn vị đo lường cho áp suất. Nó dùng để áp suất khí quyển ở dự báo thời tiết, điện lạnh và hàng không bên trong Hoa Kỳ.
Đó là áp lực của một cột của thủy ngân 1 inch (25,4 mm) tại chiều cao gia tốc tiêu chuẩn của trọng lực. Chuyển đổi sang đơn vị số liệu phụ thuộc vào nhiệt độ của thủy ngân, và do đó mật độ của nó; các yếu tố chuyển đổi điển hình là:
| Điều kiện    | Áp suất         |
| ------------ | --------------- |
| thông thường | 3386.389 pascal |
| 32 °F        | 3386.38 pascal  |
| 60 °F        | 3376.85 pascal  |

Trong tài liệu cũ, một "inch thủy ngân" dựa trên chiều cao của một cột thủy ngân tại 60 °F (15,6 °C).
1 inHg60 °F = 3376.85 Pa
Trong đơn vị tiếng Anh: 
1 inHg60 °F = 0.489 771 psi, or 2.041 771 inHg60 °F = 1 psi.